# Mariya Shórets
Mariya Serguéyevna Shórets (en ruso: Мария Сергеевна Шорец; Leningrado, 9 de agosto de 1990) es una deportista rusa que compite en triatlón y acuatlón.
Ganó una medalla de plata en el Campeonato Europeo de Triatlón de 2016, en el relevo mixto, y una medalla de oro en el Campeonato Mundial de Acuatlón de 2016.

## Palmarés internacional
| Campeonato Europeo | Campeonato Europeo | Campeonato Europeo | Campeonato Europeo |
| Año                | Lugar              | Medalla            | Prueba             |
| ------------------ | ------------------ | ------------------ | ------------------ |
| 2016               | Lisboa (Portugal)  | Medalla de plata   | Relevo mixto       |

| Campeonato Mundial | Campeonato Mundial | Campeonato Mundial | Campeonato Mundial |
| Año                | Lugar              | Medalla            | Prueba             |
| ------------------ | ------------------ | ------------------ | ------------------ |
| 2016               | Cozumel (México)   | Medalla de oro     | Individual         |